# Gabbaj
En gabbaj (även gabbai, plural gabbaim) är en religiös judisk tjänsteman (lekman) med församlingsfunktioner främst relaterade till synagogan. En gabbaj tjänstgör bland annat som uppkallare till Torah. Han hjälper även besökare till rätta och har hand om den inre och yttre skötseln av synagogan.